# Grande Prêmio da Rússia de 2018
Grande Prêmio da Rússia de 2018 (formalmente denominado Formula 1 2018 VTB Russian Grand Prix) foi a décima sexta etapa da temporada de 2018 da Fórmula 1. Foi disputada em 30 de setembro de 2018 no Circuito de Sochi, Sochi, Krai de Krasnodar, Rússia.

## Relatório

### Treino Classificatório
Q1
Eliminados: Brendon Hartley (Toro Rosso), Fernando Alonso (McLaren), Sergey Sirotkin (Williams), Stoffel Vandoorne (McLaren) e Lance Stroll (Williams).
Q2
Eliminados: Max Verstappen (Red Bull), Daniel Ricciardo (Red Bull), Pierre Gasly (Toro Rosso), Carlos Sainz Jr. (Renault) e Nico Hülkenberg (Renault).

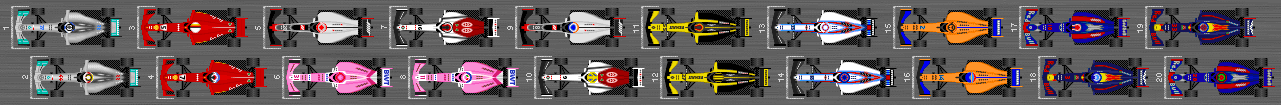
Grid de Largada

Q3

## Pneus
| Nome do composto | Cor | Banda de rolamento | Condições de Tempo | Dry Type  | Aderência      | Longevidade   |
| ---------------- | --- | ------------------ | ------------------ | --------- | -------------- | ------------- |
| Hiper Macio      |     | Slick (P Zero)     | Seco               | Hypersoft | Mais aderência | Menos durável |
| Ultra Macio      |     | Slick (P Zero)     | Seco               | Ultrasoft | Médio          | Médio         |
| Macio            |     | Slick (P Zero)     | Seco               | Soft      | Médio          | Médio         |

| Escolhas de Pneus de cada piloto para o GP da Rússia: | Escolhas de Pneus de cada piloto para o GP da Rússia: | Escolhas de Pneus de cada piloto para o GP da Rússia: | Escolhas de Pneus de cada piloto para o GP da Rússia: | Escolhas de Pneus de cada piloto para o GP da Rússia: | Escolhas de Pneus de cada piloto para o GP da Rússia: |
| ----------------------------------------------------- | ----------------------------------------------------- | ----------------------------------------------------- | ----------------------------------------------------- | ----------------------------------------------------- | ----------------------------------------------------- |
| Nº                                                    | Pilotos                                               | Equipe(s)                                             | Macio                                                 | Ultra Macio                                           | Hiper Macio                                           |
| 44                                                    | Lewis Hamilton                                        | Mercedes                                              |                                                       |                                                       |                                                       |
| 77                                                    | Valtteri Bottas                                       | Mercedes                                              |                                                       |                                                       |                                                       |
| 5                                                     | Sebastian Vettel                                      | Ferrari                                               |                                                       |                                                       |                                                       |
| 7                                                     | Kimi Räikkönen                                        | Ferrari                                               |                                                       |                                                       |                                                       |
| 3                                                     | Daniel Ricciardo                                      | Red Bull-TAG Heuer                                    |                                                       |                                                       |                                                       |
| 33                                                    | Max Verstappen                                        | Red Bull-TAG Heuer                                    |                                                       |                                                       |                                                       |
| 11                                                    | Sergio Pérez                                          | Force India-Mercedes                                  |                                                       |                                                       |                                                       |
| 31                                                    | Esteban Ocon                                          | Force India-Mercedes                                  |                                                       |                                                       |                                                       |
| 18                                                    | Lance Stroll                                          | Williams-Mercedes                                     |                                                       |                                                       |                                                       |
| 35                                                    | Sergey Sirotkin                                       | Williams-Mercedes                                     |                                                       |                                                       |                                                       |
| 55                                                    | Carlos Sainz Jr.                                      | Renault                                               |                                                       |                                                       |                                                       |
| 27                                                    | Nico Hülkenberg                                       | Renault                                               |                                                       |                                                       |                                                       |
| 10                                                    | Pierre Gasly                                          | Toro Rosso-Honda                                      |                                                       |                                                       |                                                       |
| 28                                                    | Brendon Hartley                                       | Toro Rosso-Honda                                      |                                                       |                                                       |                                                       |
| 8                                                     | Romain Grosjean                                       | Haas-Ferrari                                          |                                                       |                                                       |                                                       |
| 20                                                    | Kevin Magnussen                                       | Haas-Ferrari                                          |                                                       |                                                       |                                                       |
| 14                                                    | Fernando Alonso                                       | McLaren-Renault                                       |                                                       |                                                       |                                                       |
| 2                                                     | Stoffel Vandoorne                                     | McLaren-Renault                                       |                                                       |                                                       |                                                       |
| 9                                                     | Marcus Ericsson                                       | Sauber-Ferrari                                        |                                                       |                                                       |                                                       |
| 16                                                    | Charles Leclerc                                       | Sauber-Ferrari                                        |                                                       |                                                       |                                                       |

## Resultados

### Treino Classificatório
| Pos.                     | Nº | Piloto            | Construtor            | Q1       | Q2       | Q3       | Grid |
| ------------------------ | -- | ----------------- | --------------------- | -------- | -------- | -------- | ---- |
| 1                        | 77 | Valtteri Bottas   | Mercedes              | 1:32.964 | 1:32.744 | 1:31.387 | 1    |
| 2                        | 44 | Lewis Hamilton    | Mercedes              | 1:32.410 | 1:32.595 | 1:31.532 | 2    |
| 3                        | 5  | Sebastian Vettel  | Ferrari               | 1:33.476 | 1:33.045 | 1:31.943 | 3    |
| 4                        | 7  | Kimi Räikkönen    | Ferrari               | 1:33.341 | 1:33.065 | 1:32.237 | 4    |
| 5                        | 20 | Kevin Magnussen   | Haas-Ferrari          | 1:34.078 | 1:33.747 | 1:33.181 | 5    |
| 6                        | 31 | Esteban Ocon      | Racing Point-Mercedes | 1:34.290 | 1:33.596 | 1:33.413 | 6    |
| 7                        | 16 | Charles Leclerc   | Sauber-Ferrari        | 1:33.924 | 1:33.488 | 1:33.419 | 7    |
| 8                        | 11 | Sergio Pérez      | Racing Point-Mercedes | 1:34.084 | 1:33.923 | 1:33.563 | 8    |
| 9                        | 8  | Romain Grosjean   | Haas-Ferrari          | 1:34.022 | 1:33.517 | 1:33.704 | 9    |
| 10                       | 9  | Marcus Ericsson   | Sauber-Ferrari        | 1:34.170 | 1:33.995 | 1:35.196 | 10   |
| 11                       | 33 | Max Verstappen    | Red Bull-TAG Heuer    | 1:33.048 | S/Tempo  | —        | 19 1 |
| 12                       | 3  | Daniel Ricciardo  | Red Bull-TAG Heuer    | 1:33.247 | S/Tempo  | —        | 18 2 |
| 13                       | 10 | Pierre Gasly      | Toro Rosso-Honda      | 1:34.383 | S/Tempo  | —        | 17 3 |
| 14                       | 55 | Carlos Sainz Jr.  | Renault               | 1:34.626 | S/Tempo  | —        | 11   |
| 15                       | 27 | Nico Hülkenberg   | Renault               | 1:34.655 | S/Tempo  | —        | 12   |
| 16                       | 28 | Brendon Hartley   | Toro Rosso-Honda      | 1:35.037 | —        | —        | 20 4 |
| 17                       | 14 | Fernando Alonso   | McLaren-Renault       | 1:35.504 | —        | —        | 16 5 |
| 18                       | 35 | Sergey Sirotkin   | Williams-Mercedes     | 1:35.612 | —        | —        | 13   |
| 19                       | 2  | Stoffel Vandoorne | McLaren-Renault       | 1:35.977 | —        | —        | 15 6 |
| 20                       | 18 | Lance Stroll      | Williams-Mercedes     | 1:36.437 | —        | —        | 14   |
| Tempo dos 107%: 1:38.878 |    |                   |                       |          |          |          |      |
| Fonte:                   |    |                   |                       |          |          |          |      |

Notas
- ↑1  – Max Verstappen (Red Bull) recebeu uma penalidade de 43 posições do grid (35 posições por exceder sua cota de elementos de unidade de potencia, 5 posições por uma mudança de caixa de marcha não programada e 3 posições por uma infração de bandeira amarela durante o treino classificatório).

- ↑2  – Daniel Ricciardo (Red Bull) recebeu uma penalidade de 40 posições do grid (35 posições por exceder sua cota de elementos de unidade de potencia e 5 posições por uma mudança de caixa de velocidades não programada).

- ↑3  – Pierre Gasly (Toro Rosso) recebeu uma penalidade de 35 posições do grid por exceder sua cota de elementos de unidade de potencia.

- ↑4  – Brendon Hartley (Toro Rosso) recebeu uma penalidade de 40 posições do grid por exceder sua cota de elementos de unidade de potencia.

- ↑5  – Fernando Alonso (McLaren) recebeu uma penalidade de 30 posições do grid por exceder sua cota de elementos de unidade de potencia.

- ↑6  – Stoffel Vandoorne (McLaren) recebeu uma penalidade de 5 posições do grid por uma mudança de caixa de marcha não programada.

### Corrida

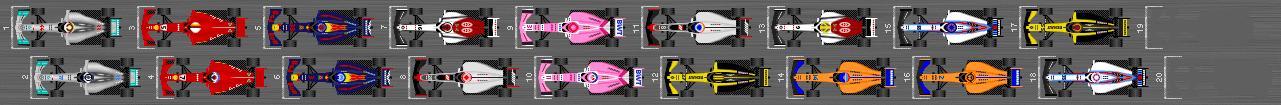
Resultado da corrida

| Pos.   | Nu. | Piloto            | Construtor            | Voltas | Tempo/Retirado | Grid | Pontos |
| ------ | --- | ----------------- | --------------------- | ------ | -------------- | ---- | ------ |
| 1      | 44  | Lewis Hamilton    | Mercedes              | 53     | 1:27:25.181    | 2    | 25     |
| 2      | 77  | Valtteri Bottas   | Mercedes              | 53     | +2.545         | 1    | 18     |
| 3      | 5   | Sebastian Vettel  | Ferrari               | 53     | +7.487         | 3    | 15     |
| 4      | 7   | Kimi Räikkönen    | Ferrari               | 53     | +16.543        | 4    | 12     |
| 5      | 33  | Max Verstappen    | Red Bull-TAG Heuer    | 53     | +31.016        | 19   | 10     |
| 6      | 3   | Daniel Ricciardo  | Red Bull-TAG Heuer    | 53     | +1:20.451      | 18   | 8      |
| 7      | 16  | Charles Leclerc   | Sauber-Ferrari        | 53     | +1:38.390      | 7    | 6      |
| 8      | 20  | Kevin Magnussen   | Haas-Ferrari          | 53     | +1 volta       | 5    | 4      |
| 9      | 31  | Esteban Ocon      | Racing Point-Mercedes | 52     | +1 volta       | 6    | 2      |
| 10     | 11  | Sergio Pérez      | Racing Point-Mercedes | 52     | +1 volta       | 8    | 1      |
| 11     | 8   | Romain Grosjean   | Haas-Ferrari          | 52     | +1 volta       | 9    |        |
| 12     | 27  | Nico Hülkenberg   | Renault               | 52     | +1 volta       | 12   |        |
| 13     | 9   | Marcus Ericsson   | Sauber-Ferrari        | 52     | +1 volta       | 10   |        |
| 14     | 14  | Fernando Alonso   | McLaren-Renault       | 52     | +1 volta       | 16   |        |
| 15     | 18  | Lance Stroll      | Williams-Mercedes     | 52     | +1 volta       | 14   |        |
| 16     | 2   | Stoffel Vandoorne | McLaren-Renault       | 51     | +2 voltas      | 15   |        |
| 17     | 55  | Carlos Sainz Jr.  | Renault               | 51     | +2 voltas      | 11   |        |
| 18     | 35  | Sergey Sirotkin   | Williams-Mercedes     | 51     | +2 voltas      | 13   |        |
| Ret    | 10  | Pierre Gasly      | Toro Rosso-Honda      | 4      | Freios         | 17   |        |
| Ret    | 28  | Brendon Hartley   | Toro Rosso-Honda      | 4      | Freios         | 20   |        |
| Fonte: |     |                   |                       |        |                |      |        |

## Curiosidades
- Fernando Alonso completou nesse Grande Prêmio, 307 largadas na categoria, igualando ninguém menos que Michael Schumacher. Agora o espanhol está atrás apenas de Rubens Barrichello, que tem 323.
- Apesar de ter largado em 19º, Max Verstappen foi o piloto que mais voltas liderou, 24 no total. Além disso, só o piloto neerlandês realizou 14 ULTRAPASSAGENS e em APENAS 8 VOLTAS, enquanto que,  na edição anterior, apenas TRÊS ultrapassagens foram registradas na pista ao longo da corrida (Valtteri Bottas sobre Kimi Raikkonen e Sebastian Vettel e Pascal Wehrlein sobre Marcus Ericsson).

## Voltas na Liderança
- Commons

| Nº de Voltas | Piloto          | Voltas            |
| ------------ | --------------- | ----------------- |
| 24           | Max Verstappen  | (19-42)           |
| 14           | Lewis Hamilton  | (12-14) e (43-53) |
| 11           | Valtteri Bottas | (1-11)            |
| 4            | Kimi Räikkönen  | (15-18)           |

## 2018DHLFastest Pit Stop Award

### Resultado
| 1      |  |  |  |  | 25 |
| 2      |  |  |  |  | 18 |
| 3      |  |  |  |  | 15 |
| 4      |  |  |  |  | 12 |
| 5      |  |  |  |  | 10 |
| 6      |  |  |  |  | 8  |
| 7      |  |  |  |  | 6  |
| 8      |  |  |  |  | 4  |
| 9      |  |  |  |  | 2  |
| 10     |  |  |  |  | 1  |
| Fonte: |  |  |  |  |    |

### Classificação
| Tabela do DHL Fastest Pit Stop Award \| Pos \| Construtor \| Pontos \| Var \| \| --- \| ---------- \| ------ \| --- \| \| 1 \| \| \| \| \| 2 \| \| \| \| \| 3 \| \| \| \| \| 4 \| \| \| \| \| 5 \| \| \| \| \| 6 \| \| \| \| \| 7 \| \| \| \| \| 8 \| \| \| \| \| 9 \| \| \| \| \| 10 \| \| \| \| |            |        |     |
| Pos | Construtor | Pontos | Var |
| 1 |            |        |     |
| 2 |            |        |     |
| 3 |            |        |     |
| 4 |            |        |     |
| 5 |            |        |     |
| 6 |            |        |     |
| 7 |            |        |     |
| 8 |            |        |     |
| 9 |            |        |     |
| 10 |            |        |     |

## Tabela do campeonato após a corrida
Somente as cinco primeiras posições estão incluídas nas tabelas.
| Pos | Piloto           | Pontos | Var     |
| --- | ---------------- | ------ | ------- |
| 1   | Lewis Hamilton   | 306    | Estável |
| 2   | Sebastian Vettel | 256    | Estável |
| 3   | Valtteri Bottas  | 189    | 1       |
| 4   | Kimi Raikkonen   | 186    | 1       |
| 5   | Max Verstappen   | 158    | Estável |

| Pos | Construtor         | Pontos | Var     |
| --- | ------------------ | ------ | ------- |
| 1   | Mercedes           | 495    | Estável |
| 2   | Ferrari            | 442    | Estável |
| 3   | Red Bull-TAG Heuer | 292    | Estável |
| 4   | Renault            | 91     | Estável |
| 5   | Haas-Ferrari       | 80     | Estável |